# Heinz Baumert
Heinz Baumert (* 26. Mai 1922 in Berndorf, Landkreis Liegnitz (heute Woiwodschaft Niederschlesien, Polen); † 22. September 2003 in Potsdam) war ein deutscher Filmwissenschaftler.

## Leben
Heinz Baumert wurde am 26. Mai 1922 in Berndorf Kreis Liegnitz/Schlesien als Sohn eines Lehrers geboren und legte das Abitur in Liegnitz ab, bevor er zur Wehrmacht eingezogen wurde.
Im Herbst 1945 war er Teilnehmer einer der ersten Neulehrerlehrgänge in der DDR, er trat der SPD bei und unterrichtete anschließend in Kühnhausen bei Erfurt. Ab 1947 studierte er am Germanischen Seminar der Friedrich-Schiller-Universität Jena Literatur, Psychologie und Kultursoziologie und erhielt anschließend einen Lehrauftrag. Aufgrund seines Interesses für den Film richtete er im Institut ein Filmseminar ein und setzte sich gemeinsam mit zwei anderen jungen Wissenschaftlern für eine Filmausbildung an der Universität Jena ein. Da sie ihre Vorstellungen im Neuen Deutschland publiziert hatten, wurde Baumert Gelegenheit gegeben, auf der Filmkonferenz der SED 1952 ihre Ideen für eine Filmakademie in Jena vorzutragen. 1955 promovierte er als erster in der DDR zu einem filmwissenschaftlichen Thema: „Auf dem Weg zur künstlerischen Meisterschaft (Eine Untersuchung von Grundfragen der Filmdramaturgie am Beispiel der literarischen Grundlagen von DEFA-Filmen)“.
Aufgrund seiner Expertise und als überzeugter Sozialist wurde er 1954 an die neu gegründete Deutsche Hochschule für Filmkunst in Potsdam-Babelsberg (DFH, später Hochschule für Film und Fernsehen HFF) unter dem Rektor, dem Filmregisseur Kurt Maetzig, als Direktor berufen. In dieser Funktion war er unmittelbar verantwortlich für die Lehrpläne und den Aufbau der Hochschule. Er gründete die neuen Institute für Geschichte des Films und Filmwissenschaft, baute die Filmbibliothek auf und setzte sich für eine weltoffene Ausbildung der Studenten ein.
Anschließend wurde er 1960 zum Leiter der neu gegründeten Zentralstelle für Filmforschung in Berlin berufen, die 1963 als Institut für Filmwissenschaft in die Deutsche Hochschule für Filmkunst eingegliedert wurde.
In dieser Zeit war Baumert Mitherausgeber der Jahrbücher des Films der DDR, die die jahresaktuellen wichtigen in- und ausländischen Filme vorstellte, aktuelle kulturpolitische Ereignisse und eine Filmografie enthielt.
Ab 1964 gehörten zum Institut die Abteilungen: Theorie und Geschichte der Filmkunst (Leiter Heinz Baumert), Theorie und Geschichte des Spielfilms (Leiterin Christiane Mückenberger), Sektor Kinderfilm (Leiter Hellmuth Häntzsche); Information und Dokumentation (Leiter Hermann Herlinghaus).
Alle Bereiche verstanden sich als Teil der aktuellen Filmentwicklung.
Zusätzlich zum Aufbau des Institut als liberale Forschungseinrichtung übernahm Baumert die Redaktion der „film – Wissenschaftliche Mitteilungen“, die auf jeweils 250 Seiten vierteljährlich zunehmend kritischere Themen anschnitt. So wurden aktuelle filmische Tendenzen beleuchtet, wie die Direct Cinema, der tschechischen Neuen Welle, dem italienischen Kino. Auch die internationale Dokumentarfilmentwicklung, wie Chris Marker und Richard Leacock wurden in Bezug zu wichtigen DEFA-Regisseuren gesetzt. Auch ablehnende Stimmen, wie z. B. zu dem Epos der Star-Dokumentaristen Andre Thorndike und Annelie Thorndike Das russische Wunder sowie liberale Stellungnahmen zur Freiheit der Kunst wurden gedruckt, was zur Folge hat, dass Baumert am 25. Februar 1965 von seiner Funktion als Leiter des Instituts für Filmwissenschaft entbunden, zurückgestuft und innerhalb des Instituts nur noch für die Redaktion der Zeitschrift verantwortlich war.
Trotz dieser Maßregelung riss die Kritik an dem Institut nicht ab und Heft 2/1965 der "film" – Wissenschaftliche Mitteilungen, für das Baumert verantwortlich war, wurde verboten.
In dieser aufgehitzten Atmosphäre schrieben Annelie Thorndike und Andrew Thorndike am 2. Dezember 1965 in Vorbereitung des 11. Plenums des ZK der SED „Einige Bemerkungen zur Lage der DEFA“, wie es ähnliche offensichtlich bestellte „Einschätzungen“ über den Fernsehfunk u. a. gab, für das Politbüro der SED. Die umfangreiche zutiefst negative Einschätzung vermittelte einen verheerenden Eindruck von der Lage in der DEFA und der Deutschen Hochschule für Filmkunst (DHF), dort insbesondere im Institut für Filmwissenschaft. Der Bericht wurde von Kurt Hager, Mitglied des Politbüros des ZK der SED und Leiter der Ideologischen Kommission des Politbüros, allen Mitgliedern und Kandidaten des Politbüros zugestellt.
Parallel griff Alexander Abusch, stellvertretender Vorsitzender des Ministerrates, zur Einstimmung der Öffentlichkeit auf das 11. Plenum, unter der Überschrift „Grundprobleme unserer sozialistischen Literatur und Filmkunst“ am 14. Dezember 1965 in einem ganzseitigen Artikel im Neuen Deutschland die Filmemacher der DEFA an. Auch die Filmwissenschaft, namentlich Heinz Baumert und seine „antisozialistische Fragestellungen“ wurden persönlich zitiert. Speziell sein Interview mit dem belgischen Regisseur Frans Bruyens zum Thema: „Bewältigung der Vergangenheit, Bewältigung der Gegenwart“ in der Zeitschrift „film - Wissenschaftliche Mitteilungen“ war die Zielscheibe.
Ebenfalls am 14. Dezember, dem Vorabend des 11. Plenums, wurden geladene SED-Funktionäre ins Zentralkomitee gebeten. Ihnen wurde eine Lesemappe aus 21 Dokumenten mit ca. 90 Seiten ausgehändigt, die vor Ort durchgearbeitet werden mussten. Auch 6 Seiten über den Inhalt des verbotenen Hefts 2/1965 der „film - Wissenschaftliche Mitteilungen“ des Instituts für Filmwissenschaft der Deutschen Hochschule für Filmkunst waren Bestandteil der Lesemappe.
Als Konsequenz wurden unmittelbar nach dem 11. Plenum der SED Heinz Baumert, Christiane Mückenberger und Günther Dahlke, wissenschaftliche Mitarbeiter des Instituts für Filmwissenschaft an der Deutschen Hochschule für Filmkunst Potsdam-Babelsberg, fristlos entlassen. Sie waren damit die Ersten im Filmbereich, die den Reglementierungen des 11. Plenums des ZK der SED zum Opfer fielen. Im Bericht des Politbüros hieß es, das Institut „propagiert unter dem Mantel der Weltoffenheit Filme, die in ihrem Wesen …spießbürgerlichen Skeptizismus ohne Ufer, dem Nihilismus, Tür und Tor öffnen“. Sie lieferten damit den theoretischen Unterbau für die verbotenen Filme.
Das Institut für Filmwissenschaft selbst wurde von 1968 bis 1970 kurzzeitig verselbständigt und 1970 dann als Ausbildungsabteilung wieder in die HFF eingegliedert.
Wie üblich nach einem solchen Verdikt, durfte Heinz Baumert auf bestimmte Zeit nicht mehr im Filmbereich arbeiten. Ihm wurde „in Verwirklichung des Rechts auf Arbeit in der DDR“ ein Arbeitsplatz als Sektorenleiter Kultur im Rat des Bezirks Potsdam zugewiesen, den er im Mai 1966 unterschrieb und der rückwirkend ab 1. Februar 1966 galt. Für 4 Jahre war er für die kulturelle Arbeit der Kreiskulturhäuser zuständig.
Anschließend war er in mittleren Leitungspositionen im DEFA-Studio für Kurzfilme in den 17 Jahren bis zu seiner Berentung tätig.

## Werke
- 1959: Jahrbuch des Films 1958. (Hrsg. mit Hermann Herlinghaus). Henschelverlag Berlin
- 1960: Jahrbuch des Films 1959. (Hrsg. mit Hermann Herlinghaus). Henschelverlag Berlin
- 1961: Jahrbuch des Films 1960. (Hrsg. mit Hermann Herlinghaus). Henschelverlag Berlin
- 1963: Jahrbuch des Films 1961. (Hrsg. mit Hermann Herlinghaus). Henschelverlag Berlin
- 1964: Jahrbuch des Films 1962. (Hrsg. mit Hermann Herlinghaus). Henschelverlag Berlin
- 1963: film – Wissenschaftliche Mitteilungen. Zeitschrift. 4 Hefte.(Redaktion mit Wolfgang Gersch, Erika Richter). Institut für Filmwissenschaft der Deutschen Hochschule für Filmkunst
- 1964: film – Wissenschaftliche Mitteilungen. Zeitschrift.4 Hefte.(Redaktion mit Wolfgang Gersch, Erika Richter). Institut für Filmwissenschaft der Deutschen Hochschule für Filmkunst
- 1965: film – Wissenschaftliche Mitteilungen.Zeitschrift. 2 Hefte.(Redaktion mit Wolfgang Gersch, Erika Richter). Institut für Filmwissenschaft der Deutschen Hochschule für Filmkunst
- 1966: Kleine Enzyklopädie: Film. Mit 70 Strichzeichnungen und über 400 Photos. (Hrsg. mit Albert Wilkening, Klaus Lippert). VEB Bibliographisches Institut Leipzig
- 1968: 20 Jahre DEFA-Spielfilm. Ein Bildband mit 400 Fotos , Von „Die Mörder sind unter uns“, bis „Solange Leben in mir ist“. (Hrsg. mit Hermann Herlinghaus). Henschelverlag Berlin
- 1991: Das verbotene Heft. In: Kahlschlag, Das 11. Plenum des ZK der SED 1965. (Hrsg. Günter Agde) 2. Auflage Berlin, 2000, ISBN 978-3-7466-8045-3

## Dokumentarfilm
- 2004: Kurzinterview Heinz Baumerts In: Günter Meyer / Thomas Kuschel: Ein bisschen Luft unter die Flügel. Deutschland, TV-Dokumentarfilm[14]